# Samplangan
Samplangan est une commune indonésienne de la province de Bali.